# Gun Hellsvik
Gun Birgitta Hellsvik, född Blomgren den 27 september 1942 i Ängelholm i Kristianstads län, död 14 november 2016 i Lund, var en svensk politiker (moderat) och ämbetsman, som var Sveriges justitieminister 1991–1994, ordförande för riksdagens justitieutskott 1994–2001 och generaldirektör för Patent- och registreringsverket 2001–2007.

## Biografi
Gun Hellsvik var dotter till redaktör Åke Blomgren och yrkeslärare Aina Blomgren, född Mårtensson. Hon gifte sig 1966 med universitetslektor Per Hellsvik.
Hon blev juris kandidat vid Lunds universitet 1971 och var amanuens i processrätt 1969–1972 och därefter universitetslektor i juridik i Lund 1972–1982.
Hellsvik blev kommunalråd i Lund 1982 och var kommunstyrelsens ordförande 1983-1988.
Efter valet 1991 utsågs Hellsvik till justitieminister i Carl Bildts koalitionsregering. Dessa år förknippas med den elektroniska fotbojans genombrott i Sverige. Hellsvik drev även lyckosamt på avskaffandet av den automatiska halvtidsfrigivningen.
Gun Hellsvik var justitieminister 1991–1994, riksdagsledamot  och ordförande för justitieutskottet 1994–2001 och generaldirektör för Patent- och registreringsverket 2001–2007. Hon var även ordförande i styrelsen för Högskolan i Borås 2004–2007.
Hellsvik var andra vice ordförande i Moderaterna 1993–1999, samt ledamot i EU-nämnden 1995–2001 och ordförande i Nordiska rådets svenska delegation 1998–2001.
Hösten 2006 blev Gun Hellsvik den första kvinna som valts till Stolsbroder i Sankt Knuts Gille i Lund. Hennes näsa finns avgjuten och bevarad i AF:s Nasotek i Lund som näsa nr 59.
Gun Hellsvik är begravd på Östra kyrkogården i Lund.